# Fort Schewtschenko
Fort Schewtschenko (kasachisch und russisch Форт-Шевченко) ist eine Hafenstadt am Kaspischen Meer im Gebiet Mangghystau in Kasachstan mit etwa 8600 Einwohnern (2021).

## Geografie
Sie liegt an der westlichsten Spitze der Halbinsel Mangyschlak, dem Kap Tjub Karagan.

## Geschichte
Die Stadt wurde 1846 als Festung Nowopetrowskoje (Новопетровское) gegründet. 1857 erfolgte die Umbenennung in Fort-Aleksandrowskij (Форт-Александровский). Von 1850 bis 1857 wurde Taras Schewtschenko (Ševčenko) in der Festung gefangen gehalten, die 1939 nach ihm in Fort Schewtschenko umbenannt wurde.
1899 bekam die Festung mit der umliegenden Siedlung die Stadtrechte verliehen. Am 21. Mai 1919 fand im und vor dem Hafen zwischen Einheiten der British Caspian Flotilla und der Kaspischen Flottille das Seegefecht von Fort Aleksandrowskij statt, bei dem mehrere Schiffe und Boote der Roten Arbeiter- und Bauernflotte versenkt bzw. schwer beschädigt wurden.
Die Wirtschaft wird vom Fischfang dominiert.

## Bevölkerung
Bei der Volkszählung 1999 wurde für Fort Schewtschenko eine Einwohnerzahl von 3.624 Menschen angegeben. Bei der Volkszählung im Jahr 2009 hatte der Ort 4.888 Einwohner. Bei der letzten Volkszählung 2021 lebten 8.447 Menschen in Fort Schewtschenko. Zum 1. Januar 2025 ergab die Fortschreibung der Bevölkerungszahlen eine Einwohnerzahl von 8750 Menschen.
| Einwohnerentwicklung               | Einwohnerentwicklung | Einwohnerentwicklung | Einwohnerentwicklung | Einwohnerentwicklung | Einwohnerentwicklung | Einwohnerentwicklung | Einwohnerentwicklung |
| 1897                               | 1959                 | 1970                 | 1979                 | 1989                 | 1999                 | 2009                 | 2021                 |
| ---------------------------------- | -------------------- | -------------------- | -------------------- | -------------------- | -------------------- | -------------------- | -------------------- |
| 895                                | 11.393               | 9.485                | 3.363                | 3.476                | 3.624                | 4.888                | 8.447                |
| Anmerkung: Volkszählungsergebnisse |                      |                      |                      |                      |                      |                      |                      |